# Leptopeltis
Leptopeltis is een geslacht van schimmels behorend tot de familie Leptopeltidaceae. De typesoort is Leptopeltis filicina.

## Soorten
Volgens Index Fungorum telt het geslacht telt negen soorten (peildatum januari 2022):
| Soortnaam                | Auteur(s)                    | Publicatiejaar |
| ------------------------ | ---------------------------- | -------------- |
| Leptopeltis aquilina     | (Fr.) Petr.                  | 1947           |
| Leptopeltis gregaria     | (Petr.) L. Holm & K. Holm    | 1977           |
| Leptopeltis holmorum     | P.F. Cannon                  | 1997           |
| Leptopeltis indica       | E. Müll.                     | 1959           |
| Leptopeltis japonica     | Katum.                       | 1980           |
| Leptopeltis leucadendri  | Marinc., M.J. Wingf. & Crous | 2008           |
| Leptopeltis litigiosa    | (Desm.) L. Holm & K. Holm    | 1977           |
| Leptopeltis nebulosa     | (Petr.) L. Holm & K. Holm    | 1977           |
| Leptopeltis subconfluens | (Peck) M.E. Barr             | 1986           |